# تجریش
تجریش نام شهری در شهرستان شمیرانات است، تجریش مرکز بخش لواسانات شهرستان شمیرانات استان تهران است و در کلان‌شهر تهران واقع شده است ، بر مبنای آخرین داده‌های جغرافیایی بیشترین درازای شهر تجریش ۳ کیلومتر است
میدان تجریش (سر پل تجریش) که نقطهٔ پایانی خیابان ولیعصر است، یکی از مکان‌های تجاری و شلوغ و زیبای شمیران به‌شمار می‌رود. بازار قدیم تجریش هم مابین میدان تجریش (سر پل تجریش) تا میدان قدس (تجریش قدیم) قرار دارد و از بازارهای مهم شمیرانات شمرده می‌شود.
مسیلی از تجریش می‌گذرد با پلی بر روی آن که به سر پل تجریش معروف است و امروزه همان بخش اصلی میدان تجریش است. سر پل تجریش در گویش محلی فارسی تجریش در قدیم گوگَل نامیده می‌شد که به معنی «[پلِ] گلهٔ گاو» است.

## پیشینه
هزار سال پیش نام تجریش را طجرشت می‌نوشتند که یکی از روستاهای شهرری بوده‌ است.
چنان‌که نجم‌الدین راوندی در شرح سلطنت  طغرل سلجوقی آورده‌ است: 
آنگاه سلطان از تبریز به سوی شهرری رفت تا زفاف به دار الملک باشد. اندک مایه رنج بر وی مستولی شد، به قصران بیرونی، به در ری به دیه (روستا) طجرشت (تجریش) از جهت خنکی هوا نزول فرمود، چه حرارت هوا به‌غایت بود (به سال ۴۵۵ ق).
 جالب اینجاست که طغرل در همان تجریش وفات یافت و جنازه‌اش برای دفن به شهرری منتقل شد. البته مقبرهٔ متبرکهٔ صالح ابن موسی کاظم، برادر امام هشتم شیعیان نیز دلیل دیگری بر قدمت این منطقه می‌باشد. زمانی که او خبر ولیعهدی برادرش را می‌شنود از عراق راهی ایران می‌شود. گویا شخصی به نام حسن بهبهانی در پل کرخ که همان کرج امروزیست در تعقیب امامزاده بود که او را در باغ گلشن قریهٔ تجریش در کنار همان درخت چنار کهنسال به شهادت می‌رساند. اهالی این منطقه به احترام انتصاب وی به ائمه، برای وی گنبد و بارگاه می‌سازند. دربارهٔ مناطق دیگر شمیران اطلاعاتی از گذشتهٔ دورتر وجود دارد. اما هنوز دربارهٔ تجریش اطلاعات بیشتری نیست.

## جغرافیا
تجریش در دامنهٔ رشته کوه البرز است و میدان تجریش در ارتفاع ۱۶۰۰ متری از سطح دریا قرار دارد.
آب و هوای تجریش معتدل و متمایل به سرد است. بیشینهٔ دمای آن در تابستانها ۳۶ درجه و کمینهٔ آن در زمستان‌ها ۲۰- درجه است.
در تجریش قنات‌های متعددی وجود داشته‌است و برخی از آن‌ها هنوز هم آب‌دهی دارند. از جمله قنات امامزاده صالح (مظهر آن در صحن امامزاده)، قنات محمدیه، قنات مقصودبک در کنار رود دربند، قنات سرپل تجریش و قنات کهریزک که مظهر آن در تکیهٔ پایین تجریش بوده‌است.

## جمعیت
جمعیت شهر تجریش در ۱۳۳۵ خورشیدی، ۲۶٬۵۲۵ تن و در سرشماری ۱۳۶۵ خورشیدی حدود ۴۰٬۰۰۰ تن بود. در سرشماری ۱۳۷۵ خورشیدی، به علت متصل بودن تجریش به شهر تهران و قرارگرفتن در محدوده تهران بزرگ، جمعیت آن همراه با جمعیت تهران ذکر شد. از خانواده‌های مهم تجریش می‌توان به خانواده‌های اربابی، مرادی، مفیدی، ارشدی، صبا، صالحی، مددی، محبیان، فوقانی، ذاکری، سامعی و رویگری اشاره کرد.

## گویش تجریشی

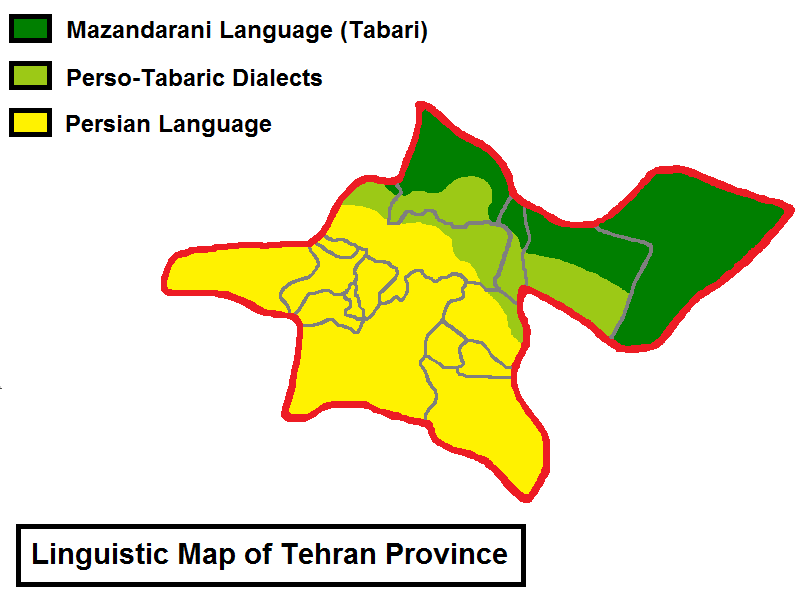
نقشهٔ زبانی استان تهران، رنگ سبز تیره زبان مازندرانی، رنگ سبز روشن گویش‌های انتقالی بین فارسی و مازندرانی، رنگ زرد زبان فارسی

گویش قدیمی تجریشی یکی از گویش‌های زبان فارسی بوده‌است که امروزه تا حد زیادی منقرض شده‌است. حبیب برجیان، زبان‌شناس ایرانی، که بررسی کامل تمام منابع در دسترس از گویش تجریشی را انجام داده در پایان تحقیق خود (دریافت متن تحقیق) می‌نویسد: «بررسی ژنتیکی گویش تجریش این امر را تأیید می‌کند که تجریشی، علی‌رغم تغییرات جزئی نسبت به فارسی استاندارد امروزی، تفاوتی با گروه فارسی (زبان‌های ایرانی جنوب غربی) نشان نمی‌دهد. در ریخت‌شناسی فعل است که در تجریشی یک تأثیر بزرگ از زبان‌های حاشیه دریای خزر پیدا می‌کنیم که به واسطه پیوندهای قدیمی اجتماعی-اقتصادی با نواحی شمال کشور بر این گویش تأثیرگذار شده‌است؛ بنابراین می‌توانیم تجریشی و دیگر گویش‌های شمیرانی را فارسی با تاثیرپذیری قابل توجه از گویش‌های حاشیه دریای خزر بدانیم.»
حبیب برجیان در ادامه می‌نویسد: «با کمال تعجب، ما در گویش تجریش و دیگر روستاهای قدیم شمیران هیچ اثری از زیربنای شاخه زبان‌های ایرانی شمال غربی نمی‌یابیم … و تنها چیزی که در این میان می‌توان یافت لایه صرفی نسبتاً سطحی است که از گویش‌های خزری جذب شده‌است. این نشان‌دهنده آن است که تجریش، شمیران، ری و سکونتگاه‌های مجاور آن از دورانی بسیار اولیه فارسی‌زبان بوده‌اند.
گویش‌های انتقالی بین فارسی و مازندرانی را گویش‌های فارسی-مازندرانی نامیده‌اند که در مناطق شمالی‌تر از شمیران نظیر آهار، اوشان و فشم گویش می‌شود. دانشنامه ایرانیکا درباب زبان منطقه قصران آورده‌است که باید به دو بخش باید تقسیم شود. زبان بومیان شمال و شمال شرق منطقه بخش درونی قصران نزدیکی بسیار زیادی به زبان مازندرانی دارد. گویش منطقه جنوبی از اوشان در مرکز تا جاجرود و تجریش در جنوب شمیران حالت انتقالی بین فارسی و مازندرانی دارد و تأثیراتی از زبان‌های حاشیه دریای خزر را نشان می‌دهد. والنتین ژوکوفسکی خاورشناس و زبان‌شناس روس اواخر قرن ۱۹ میلادی در سفری که به ایران داشت در حوالی شمیران با گویش تجریشی آشنا شده و در آثارش به این گویش اشاره می‌کند.

## ترابری
مترو ؛

اولین ایستگاه خط یک متروی تهران (تجریش - کهریزک) با نام ایستگاه مترو تجریش در مجاورت میدان قدس ابتدای خیابان شریعتی واقع شده‌است.
اتوبوسرانی؛

از قدیم خطوط اتوبوسرانی مختلفی از دو میدان اصلی یعنی میدان قدس و پل تجریش به مناطق مختلف سرویس رسانی داشته و دارند که به تفکیک خطوط اتوبوسرانی منتهی به این میدان‌ها خطوط ذیل می‌باشد:

"پایانه تجریش": این محل پیش از این معروف به پل تجریش بود و خطوط مختلفی به مقاصد میدان امام خمینی، میدان هفت تیر، میدان آرژانتین، متروی حقانی، میدان دربند، جمالزاده (میدان انقلاب)، متروی نواب، پایانه آزادی، میدان صنعت دایر بود که همگی آنها منحل شده‌اند و خطوط باقی مانده عبارتند از:
- خط ۱۰۷ میدان راه‌آهن به میدان تجریش در مسیر خیابان ولیعصر از منیریه، سه راه جمهوری، چهارراه ولیعصر، میدان ولیعصر، پارک ساعی، میدان ونک، پارک ملت، پل پارک وی، باغ فردوس
- خط ۲۱۸ درکه به جماران در مسیر خیابان درکه، بلوار رشید الدین فضل‌الله، خیابان مقدس اردبیلی، خیابان ولیعصر، میدان تجریش، خیابان شهرداری، میدان قدس، دزاشیب، خیابان باهنر (نیاوران)، خیابان جماران
- خط ۲۲۰ میدان ازگل به میدان تجریش در مسیر خیابان ازگل، بلوار نیروی زمینی، مینی سیتی، بلوار ارتش، خیابان موحد دانش (اقدسیه)، خیابان پاسداران، خیابان لواسانی (فرمانیه)، خیابان باهنر (نیاوران)، میدان قدس، خیابان شهرداری و پل تجریش
- خط ۲۹۸ شهرک قائم به میدان تجریش در مسیر خیابان‌های شهرک قائم، بلوار ارتش، بلوار اوشان، دارآباد، خیابان پور ابتهاج (دارآباد)، خیابان باهنر (نیاوران)، میدان قدس، خیابان شهرداری و پل تجریش

"میدان قدس": این محل پیش از این دارای خطوطی به مقاصد میدان امام خمینی، میدان هفت تیر، پایانه سید خندان، میدان اختیاریه بود هم‌اکنون خطوط ذیل در این میدان دایر است:
- خط ۲۲۵ میدان قدس به پایانه شهید دستواره (معصومی) در مسیر خیابان شریعتی، خیابان شهید کلاهدوز (دولت)، میدان اختیاریه، خیابان پاسداران و میدان نوبنیاد
- خط ۳۰۳ میدان قدس به پیچ شمیران در مسیر خیابان شریعتی، پل صدر، خیابان شریعتی، پل سیدخندان، سهروردی، خیابان مطهری و ملک و خیابان شریعتی تا پیچ شمیران
- خط ۳۸۷ میدان قدس به میدان رسالت در مسیر خیابان شریعتی، پل صدر، بزرگراه صدر ، بزرگراه امام علی، لویزان، شمس‌آباد، بزرگراه‌های امام علی و رسالت[۱۸]

## خیابان‌ها و اماکن پیرامون
در گذشته به میدان قدس کنونی، میدان تجریش گفته می‌شد و به میدان تجریش کنونی، سرپل تجریش گفته می‌شد که با نامگذاری‌های جدید خیابان‌ها در بعد انقلاب دچار تغییر شد.
خیابان‌ها و کوچه‌هایی که به میدان تجریش (پل تجریش) می‌پیوندند به ترتیب پادساعتگرد عبارتند از خیابان شهرداری، فنا خسرو (خیابان ثبت)، غلام جعفری (جعفرآباد)، جلالوند (ارم)، ملکی (سعدآباد)، ولی‌عصر، دربندی (مقصودبیک).
خیابان شهرداری بین میدان تجریش (سرپل تجریش) و میدان قدس (میدان تجریش) قرار دارد و گوگل کوچه‌ای است که به امامزاده صالح ختم می‌شود.
خیابان‌های بوعلی، صاحبی، آشتیانی منفرد و حکمت از جمله خیابان‌هایی هستند که دارای استاندارد خیابان سازی نیستند و نیز این خیابان‌ها جزء مناطق قدیمی و فرسودهٔ تجریش قرار دارند.
اماکن مهم پیرامون میدان تجریش:
- امامزاده صالح
- شهرداری منطقه ۱ تهران (شمیران)
- تکیه تجریش
- بازار تجریش
- کاخ موزه سعدآباد
- گورستان ظهیرالدوله
- موزه سینمای ایران
- موزه موسیقی ایران
- تماشاگه زمان
- موزه دکتر حسابی
- بیمارستان شهدای تجریش
- ایستگاه متروی تجریش
- فرمانداری شمیرانات
- اداره پست تجریش
- اداره برق تجریش
- بنیاد شهید شمیرانات
- سازمان تأمین اجتماعی شمیران
- مرکز خرید قائم
- مرکز خرید تندیس
- مرکز خرید البرز
- مرکز خرید میری
- مرکز خرید بعثت
- مرکز خرید ارگ تجریش
- امامزاده قاسم

## نگارخانه

سرپل تجریش و خانه‌های اطراف آن - دوره پهلوی
مردم تهران در امامزاده صالح (تجریش)  - دوران قاجار
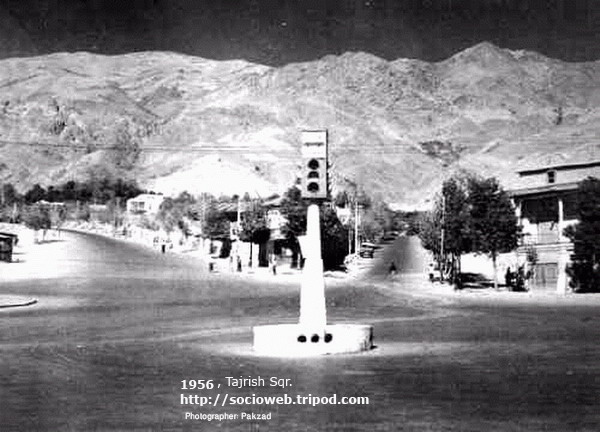
سرپل تجریش، سال ۱۳۳۵
سر پل تجریش حدود سال۱۳۰۰ شمسی
سر پل تجریش در دوران پهلوی
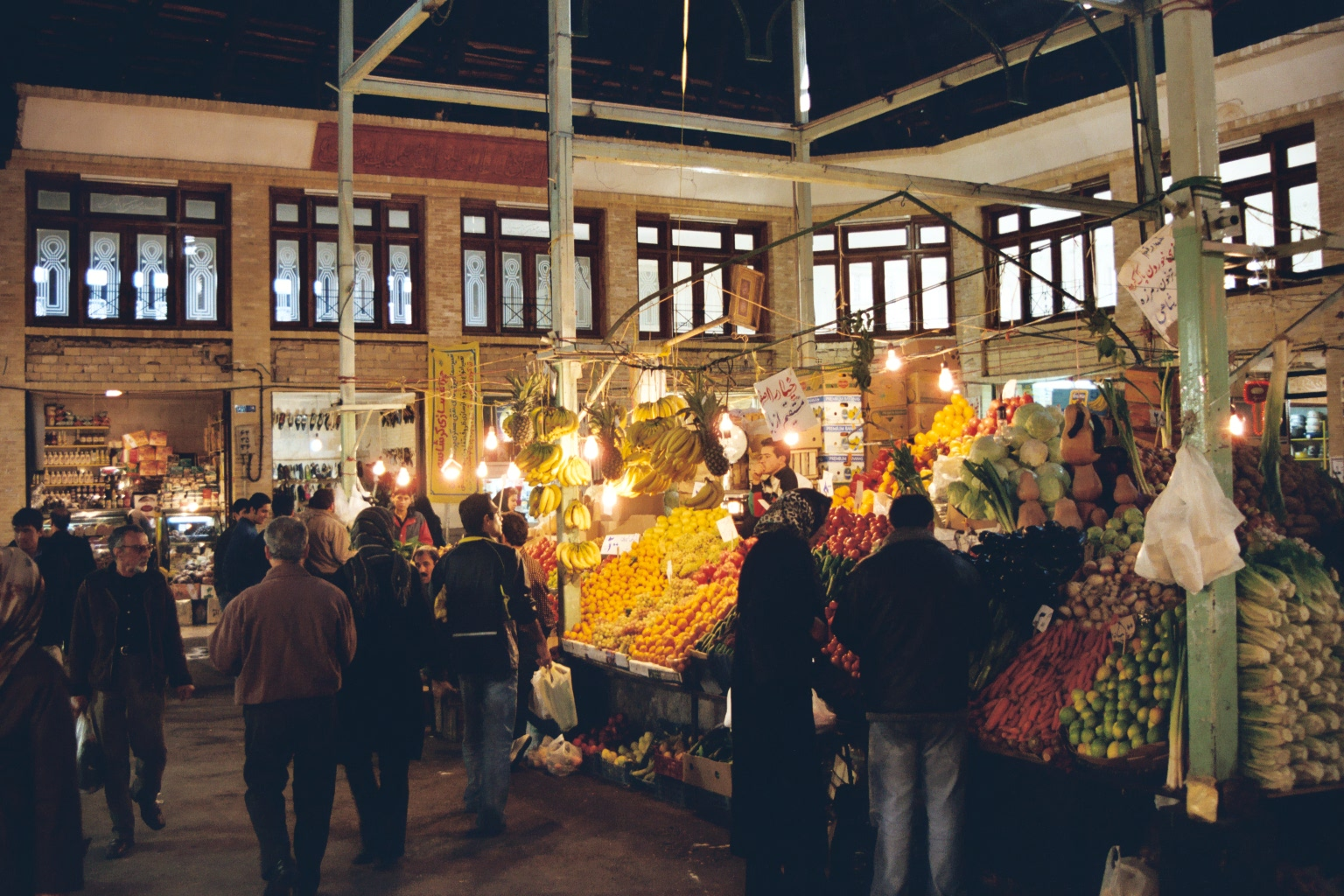
بازار میوه در تکیه تجریش
تکیه تجریش
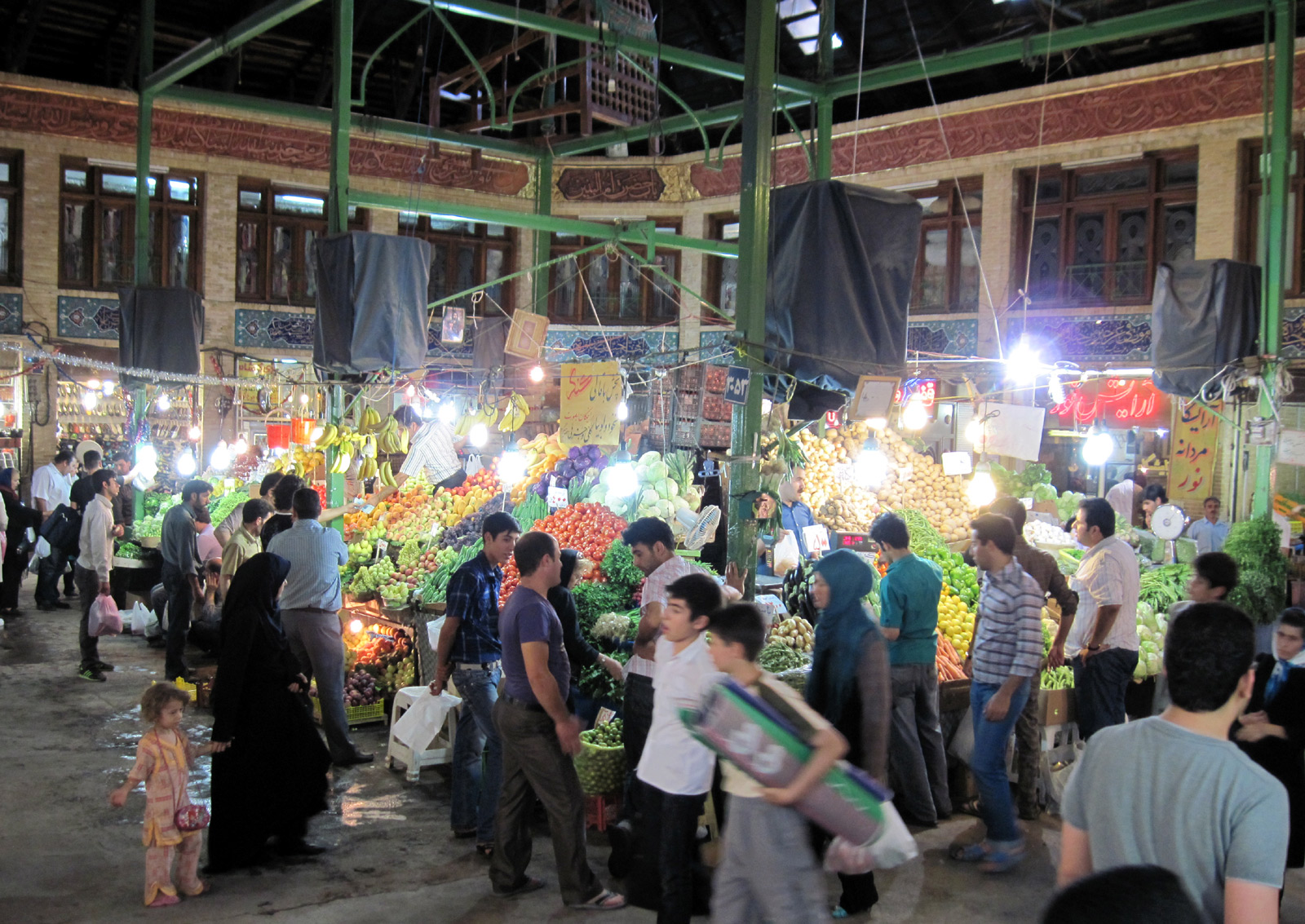
بازار میوه در تکیه تجریش
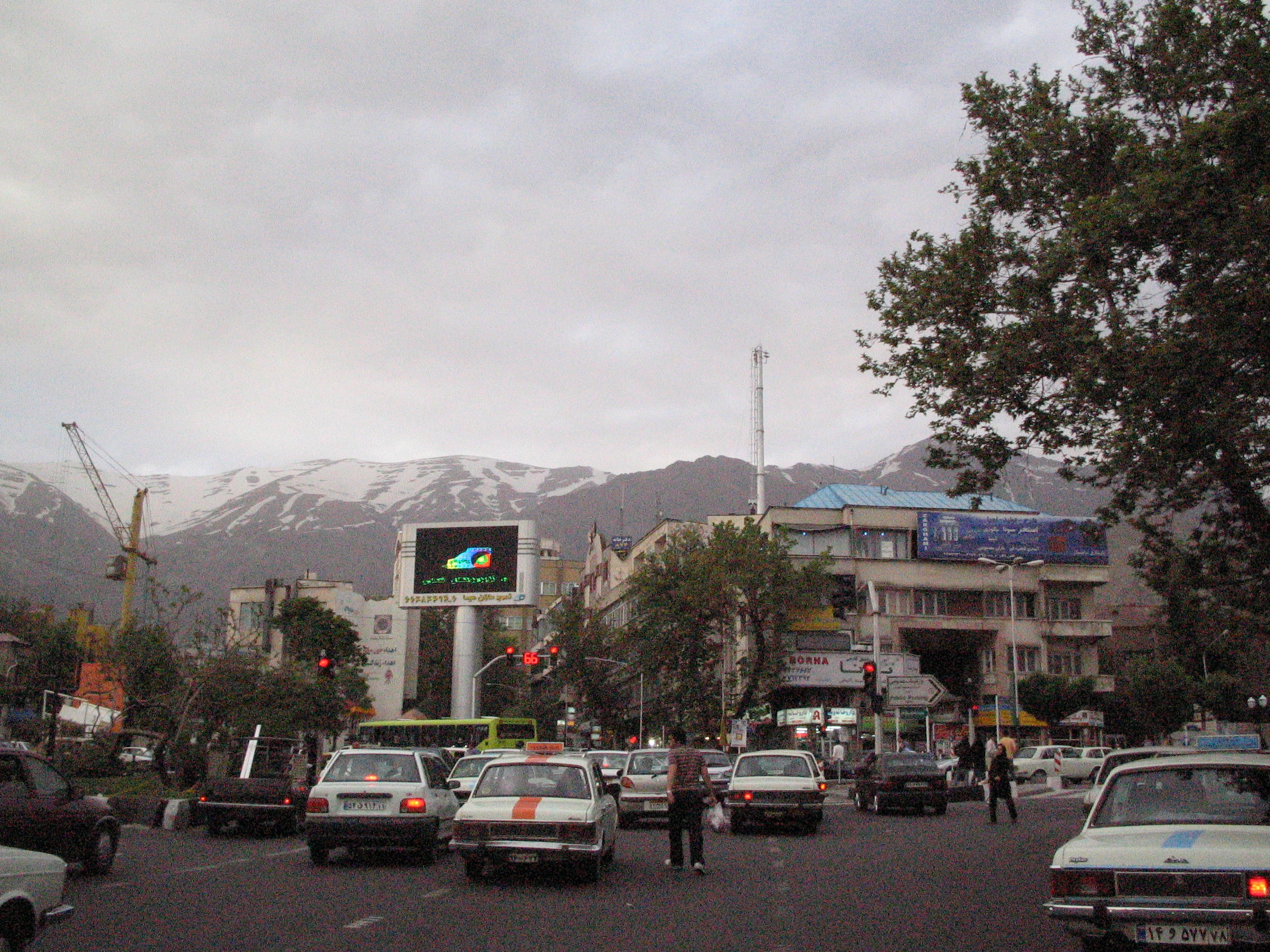
منظره‌ای میدان تجریش در جهت شمالی
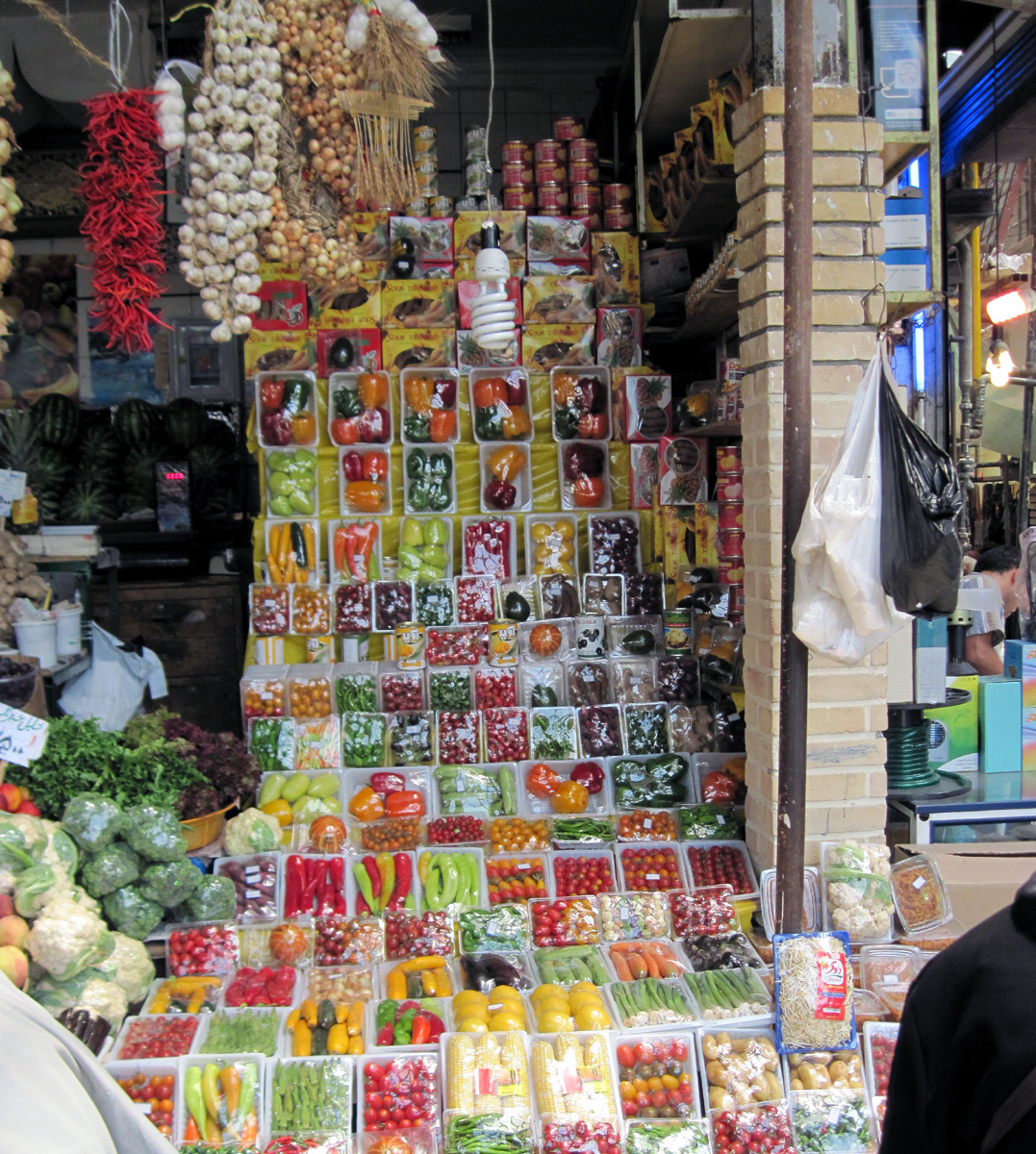
میوه فروشی در ورودی غربی بازار تجریش
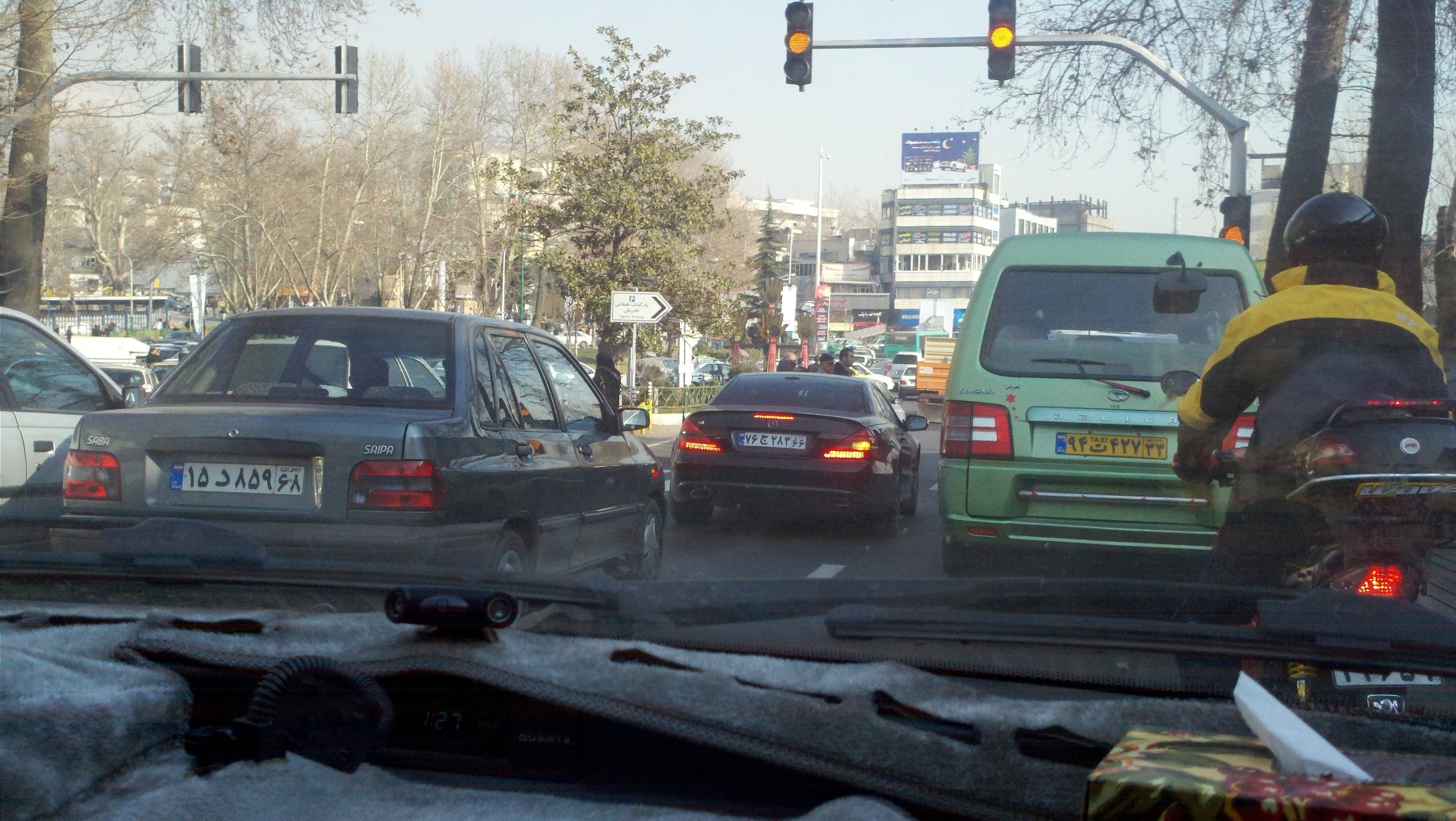
خیابان ولیعصر، سرپل
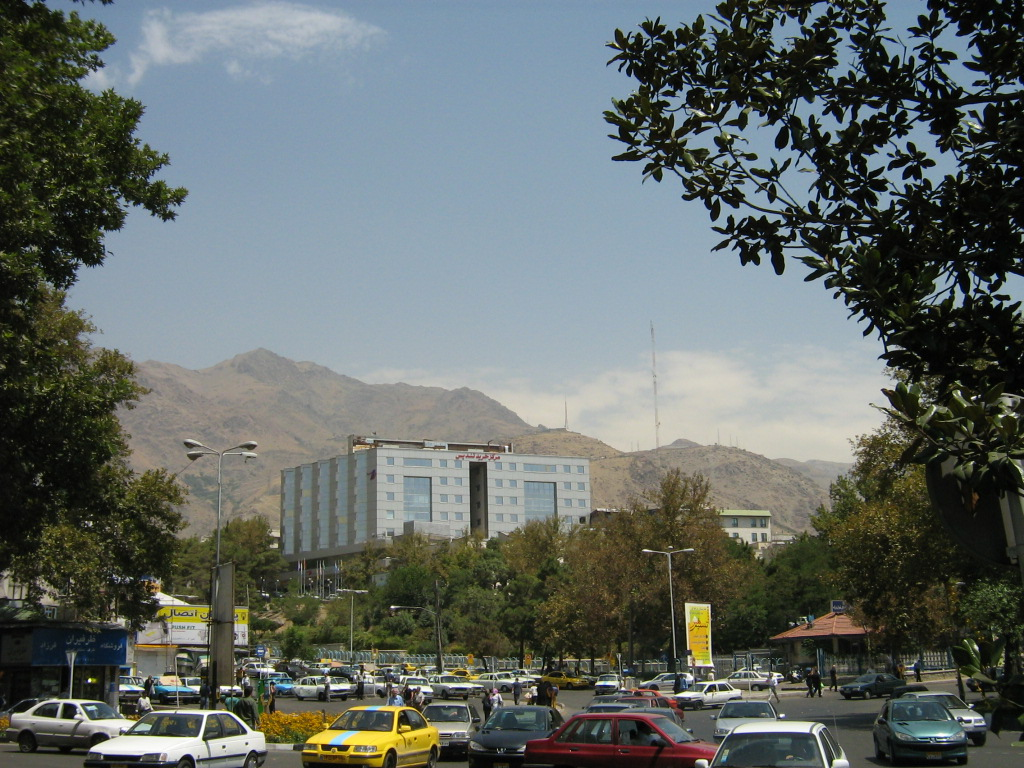
مرکز خرید تندیس، ابتدای خیابان جعفری (جعفرآباد)
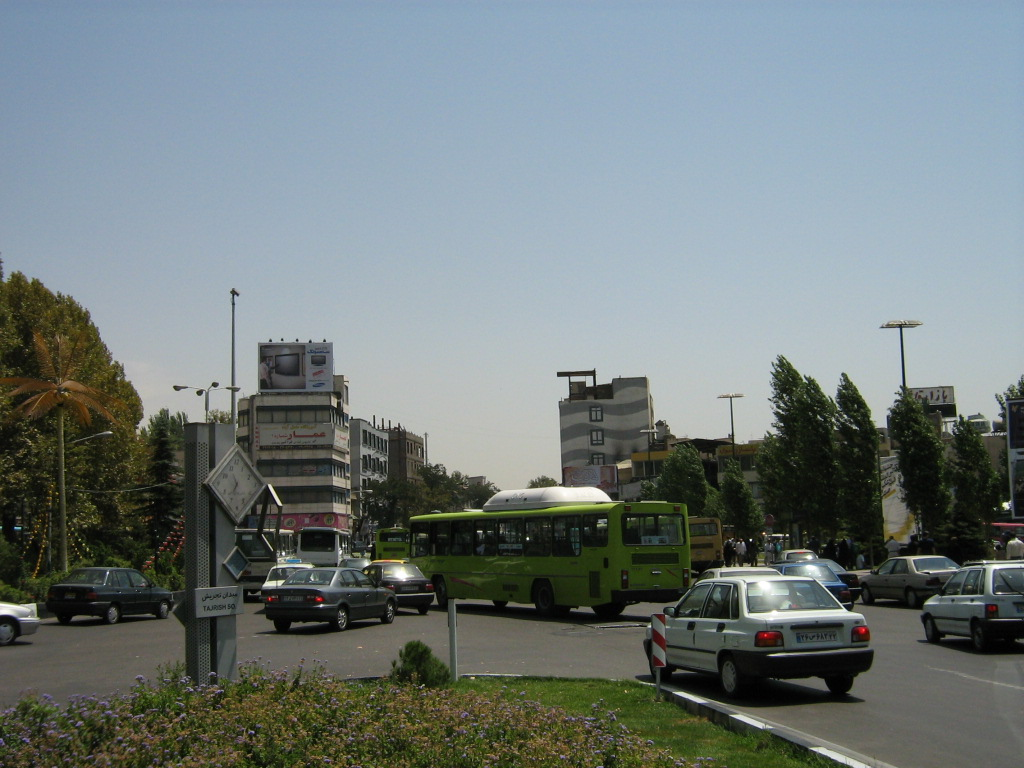
میدان تجریش ۱۳۸۵
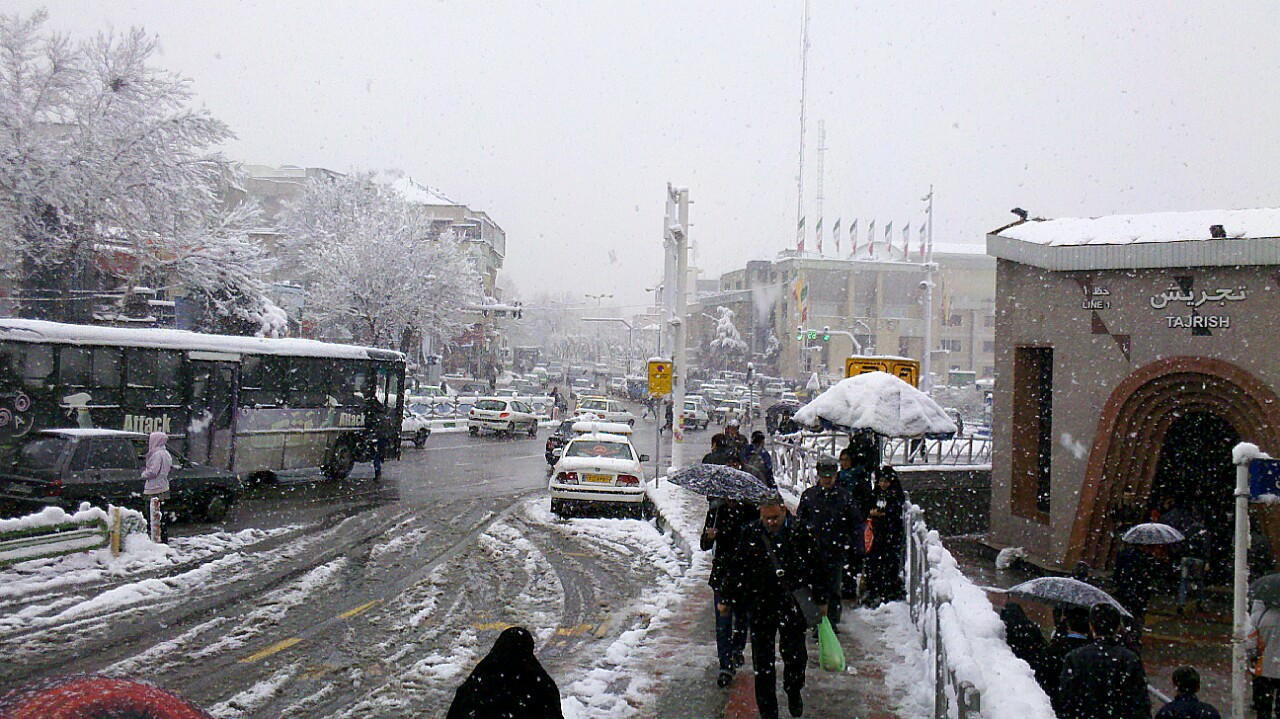
خ شهرداری - میدان تجریش
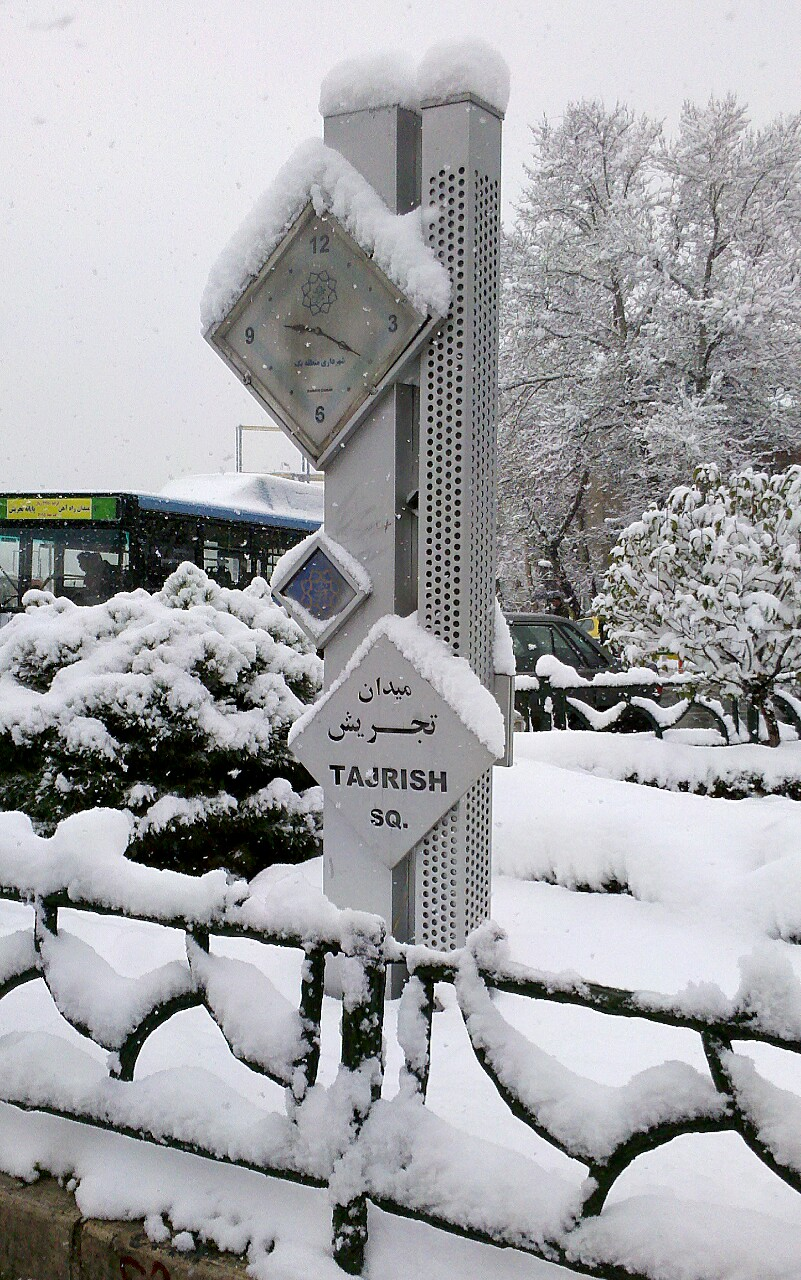
میدان ساعت تجریش
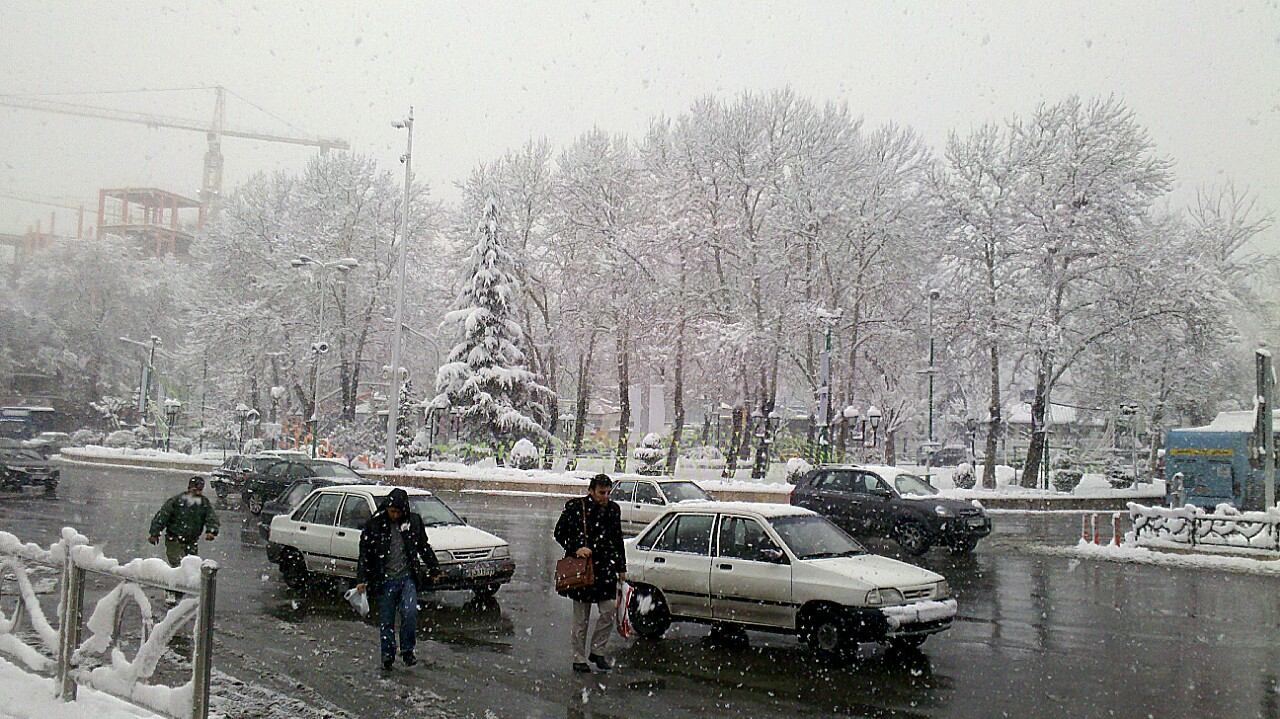
سرپل تجریش در زمستان
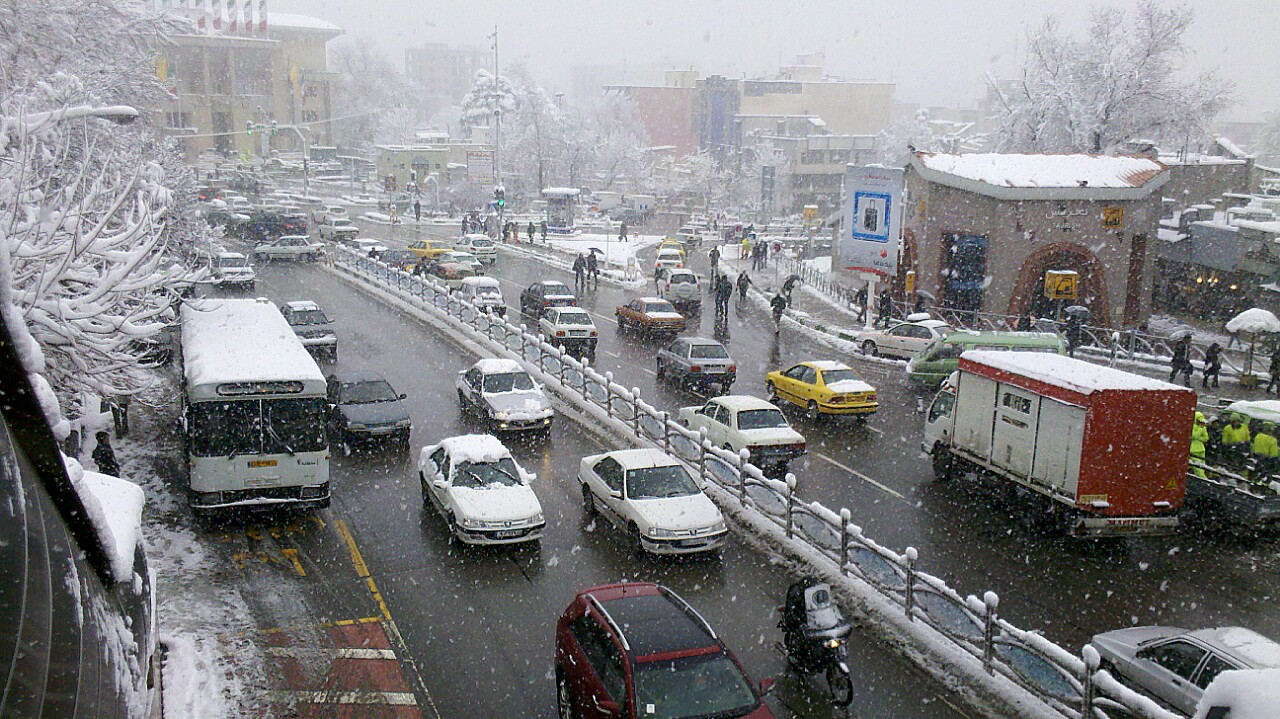
خیابان شهردای
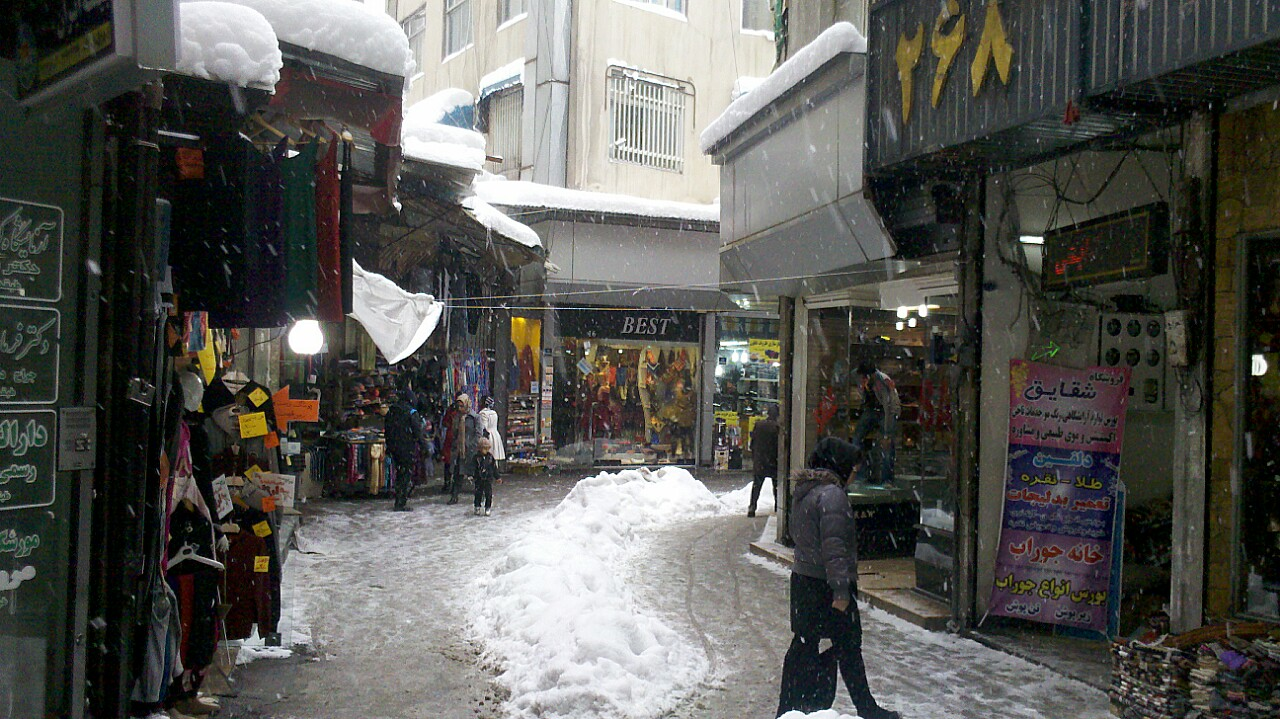
بازار قائم
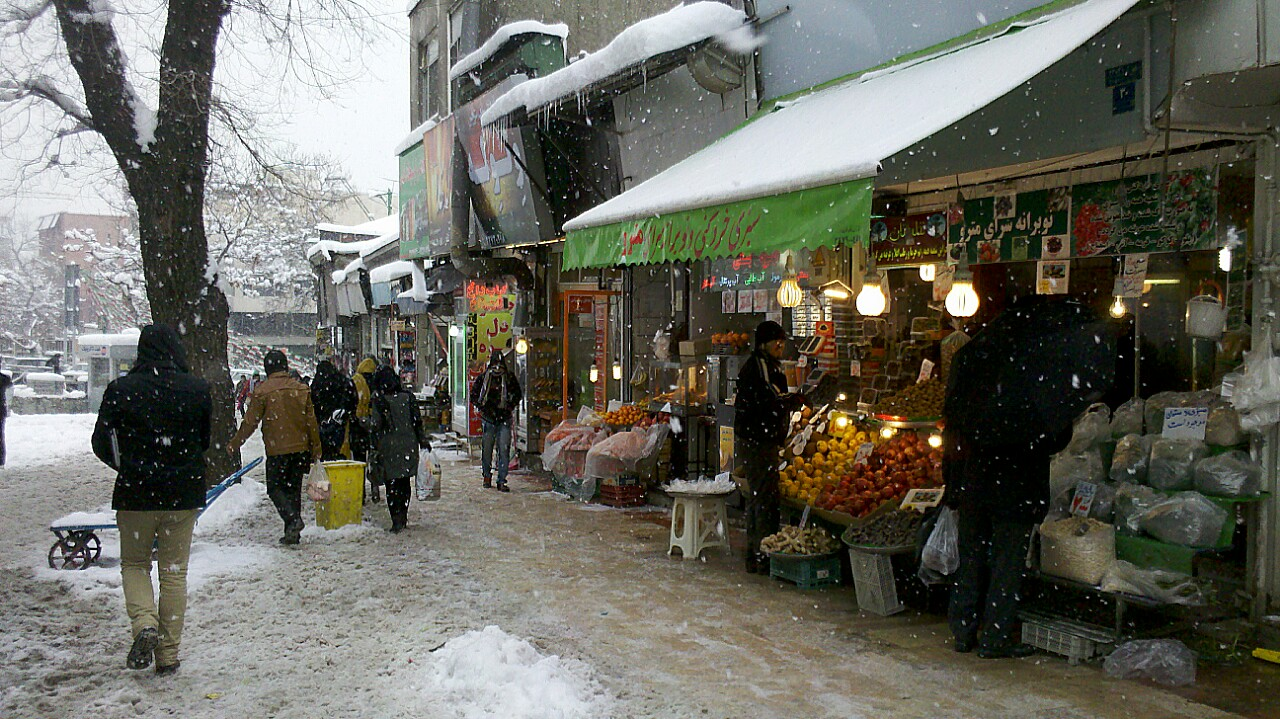
مغازه‌ها اطراف بازارچه قائم